# Pheia cingla
Pheia cingla är en fjärilsart som beskrevs av William Schaus 1894. Pheia cingla ingår i släktet Pheia och familjen björnspinnare. Inga underarter finns listade i Catalogue of Life.